# خيسوس أنطونيو فاسكيز
خيسوس أنطونيو فاسكيز (بالإنجليزية: Jesús Antonio Vázquez)‏ (22 مارس 1995 في الولايات المتحدة - ) هو لاعب كرة قدم أمريكي في مركز الدفاع. لعب مع تايجرز أونال.

## وصلات خارجية
- خيسوس أنطونيو فاسكيز على موقع قاعدة بيانات كرة القدم.إي يو (الإنجليزية)
- خيسوس أنطونيو فاسكيز على موقع Soccerway.com (الإنجليزية)